# قلعه ابراهیم‌آباد
قلعه ابراهیم‌آباد مربوط به دوران‌های تاریخی پس از اسلام است و در شهرستان ورامین، بخش جوادآباد، روستای خاوه واقع شده و این اثر در تاریخ ۱۱ شهریور ۱۳۸۲ با شمارهٔ ثبت ۹۸۸۸ به‌عنوان یکی از آثار ملی ایران به ثبت رسیده است.